# Gökhems landskommun
Gökhems landskommun var en tidigare kommun i dåvarande Skaraborgs län.

## Administrativ historik
Kommunen inrättades i Gökhems socken i Vilske härad i Västergötland när 1862 års kommunalförordningar trädde i kraft.  
Vid kommunreformen 1952 uppgick landskommunen i Vilske landskommun som 1974 uppgick i Falköpings kommun.

## Politik

### Mandatfördelning i Gökhems landskommun 1938-1946
| 5 | 9 | 6 |

| 20 |

| 1 | 3 | 16 |

| 20 |

| 1 | 4 | 10 | 5 |

| 20 |